# Rachel Binah
Rachel Binah (San Francisco, 1942) es una activista medioambiental, política y artista estadounidense.

## Biografía
Binah fue una de las habitantes de las comunidades costeras de Mendocino que ayudaron a organizar la audiencia final, en 1988, de "Lease Sale 91", a cargo del Servicio de Gestión de Minerales del Departamento del Interior (en Fort Bragg, California) para protestar contra la explotación petrolera en alta mar frente a la costa norte de California. Más de 2500 personas asistieron a la audiencia, de las cuales 1400 se ofrecieron como voluntarias para testificar. Binah también ha servido como presidenta emérita del Caucus Ambiental del Partido Demócrata de California y como miembro del Comité Nacional Demócrata. En 2009 fue homenajeada en el Mes Nacional de la Historia de la Mujer. Como artista, se ha desempeñado principalmente en el campo de la escultura.